# أليكسيس روماو
أليكسيس روماو (بالفرنسية: Alaixys Romao)‏ (مواليد 18 يناير 1984 في لي لي روزيز - فرنسا) لاعب كرة قدم توغولي يلعب حاليا لصالح نادي الدرجة الأولى لوريان الفرنسي منذ 2010 في مركز الوسط المحوري.

## روابط خارجية
- أليكسيس روماو على موقع الاتحاد الدولي (مؤرشف)  (الإنجليزية)
- أليكسيس روماو على موقع رابطة كرة القدم الفرنسية للمحترفين (الإنجليزية)
- أليكسيس روماو على موقع قاعدة بيانات كرة القدم.إي يو (الإنجليزية)
- أليكسيس روماو على موقع بيانات كرة القدم. دي إي (الألمانية)
- أليكسيس روماو على موقع ليكيب (الفرنسية)
- أليكسيس روماو على موقع ناشيونال فوتبول تيمز (الإنجليزية)
- أليكسيس روماو على موقع Soccerway.com (الإنجليزية)
- أليكسيس روماو على موقع عالم كرة القدم.نت (الإنجليزية)
- أليكسيس روماو على موقع كووورة
- أليكسيس روماو على موقع AS.com (الإسبانية)